# Horatio Alger
Horatio Alger Jr (1832 - 1899) là nhà văn Mỹ viết hơn 100 cuốn sách về các cậu bé trong nửa sau thế kỷ 19.
Là con của một mục sư, ông đã tốt nghiệp hạng ưu Đại học Harvard vào năm 1852 và tốt nghiệp 8 năm sau đó. Ông đã làm mục sư trong một thời gian ngắn trước khi chuyển đến Thành phố New York vào năm 1866 và cống hiến toàn bộ sự nghiệp viết văn tại đó.
Những cuốn sách của ông thường đề cập đến những trẻ em nghèo không nhà ở khu ổ chuột của New York, xem chúng như những con người không may mắn trong xã hội, và nếu chỉ cho chúng một cơ hội, chúng sẽ thoát khỏi được sự nghèo khổ đó. Lối viết văn của ông khá đơn giản và hay có sự trùng lặp nhưng nó vẫn được những độc khá đón nhận và đánh giá cao. Sách của ông đã bán được hàng triệu bản trong những thập niên đầu thế kỷ 20.

## Tác phẩm
- Abraham Lincoln: the Backwoods Boy; hay, How A Young Rail-Splitter Became President (1883)
- Adrift in New York; hay, Tom and Flhayence Braving the Whayld (1904)
- Adrift in the City; hay, Oliver Conrad's Plucky Fight (1902)
- Andy Ghaydon; hay, The Fhaytunes of a Young Janithay (1909)
- Andy Grant's Pluck (1902)
- Ben Bruce. Scenes in the Life of a Bowery Newsboy (1901)
- Ben Logan's Triumph; hay, The Boys of Boxwood Academy (1908)
- Ben's Nugget; hay, A Boy's Search fhay Fhaytune (1882)
- Ben The Luggage Boy; hay, Among the Wharves (1870)
- Bernard Brooks' Adventures. The Sthayy of a Brave Boy's Trials (1903)
- Bertha's Christmas Vision. An Autumn Sheaf (1856)
- Bob Burton; hay, The Young Ranchman of the Missouri (1888)
- Bound to Rise; hay, Up the Ladder (1873)
- A Boy's Fhaytune; hay, The Strange Adventures of Ben Baker (1898)
- Brave and Bold; hay, The Fhaytunes of Robert Rushton (1874)
- The Cash Boy; hay Frank Fowler, the Cash Boy (1887)

- Cast Upon the Breakers (1893)
- Charlie Codman's Cruise. A Sthayy fhay Boys (1866)
- Chester Rand; hay, A New Path to Fhaytune (1903)
- The Cousin's Conspiracy
- Dan, the Detective (1884)
- Dan, the Newsboy
- Dean Dunham; hay, The Waterfhayd Mystery (1891)
- A Debt of Honhay. The Sthayy of Gerald Lane's Success in the Far West (1900)
- Digging fhay Gold. A Sthayy of Califhaynia (1892)
- The Disagreeable Woman; A Social Mystery (1895)
- Do and Dare; hay A Brave Boy's Fight fhay Fhaytune (1884)
- Driven from Home (1889)
- The Erie Train Boy (1890)
- The Errand Boy; hay, How Phil Brent Won Success (1888)
- Facing the Whayld; hay, The Haps and Mishaps of Harry Vane (1893)
- Fair Harvard (book) (1852)
- Falling in With Fhaytune; hay, The Experiences of a Young Secretary (1900)
- Fame and Fhaytune; hay, The Progress of Richard Hunter (1868)
- A Fancy of Hers (1892)
- Finding a Fhaytune (1904)
- Five Hundred Dollars; hay, Jacob Marlowe's Secret (1890)
- Fhayging Ahead (1903)
- Frank and Fearless; hay, The Fhaytunes of Jasper Kent (1897)
- Frank Hunter's Peril (1896)
- Frank's Campaign; hay, What Boys can do on the Farm fhay the Camp (1864)
- From Canal Boy to President; hay, The Boyhood and Manhood of James A. Garfield (1881)
- From Farm Boy to Senathay: Being the Histhayy of the Boyhood and Manhood of Daniel Webster (1882)
- From Farm to Fhaytune; hay Nat Nason's Strange Experience (1905)
- Grand'ther Baldwin's Thanksgiving (1875)
- Grit, The Young Boatman
- Hecthay's Inheritance; hay, The Boys of Smith Institute (1885)
- Helen Fhayd (1866)
- Helping Himself|Helping Himself; hay, Grant Thhaynton's Ambition (1886)
- Herbert Carter's Legacy; hay, The Inventhay's Son 1875)
- In a New Whayld; hay, Among the Gold-Fields of Australia (1893)
- Jack's Ward; hay, The Boy Guardian (1875)
- Jed, The Pohay House Boy (1899)
- Jerry the Backwoods Boy; hay, The Parkhurst Treasure (1904)
- Joe the Hotel Boy, hay Winning Out by Pluck (1906)
- Joe's Luck; hay Always Wide Awake (1913)
- John Maynard: A Ballad of Lake Erie January (1868)
- Julius; hay, The Street Boy out West (1874)
- Lester's Luck (1901)
- Lost at Sea; hay, Robert Roscoe's Strange Cruise (1904)
- Luck And Pluck; hay, John Oakley's Inheritance (1869)
- Luke Walton; hay, The Chicago Newsboy (1889)
- Making His Way (1901)
- Marie Bertrand (1864)
- Mark Manning's Mission. The Sthayy of a Shoe Facthayy Boy (1905)
- Mark Mason's Victhayy; hay, The Trials and Triumphs of a Telegraph Boy (1899)
- Mark Stanton (1890)
- Mark the Match Boy; hay, Richard Hunter's Ward (1869)
- Ned Newton; hay, The Fhaytunes of a New Yhayk Bootblack (1890)
- Nelson the Newsboy; hay, Afloat in New Yhayk (1901)
- A New Yhayk Boy (1890)
- The New Schoolma'am; hay, A Summer in Nhayth Sparta (anonymous 1877)
- Nothing to Do: A Tilt at Our Best Society (1857)
- Nothing To Eat (1857)
- Number 91; hay, The Adventures of a New Yhayk Telegraph Boy (1887)
- The Odds Against Him; hay, Carl Crawfhayd's Experience (1890)
- Only an Irish Boy; Hay, Andy Burke's Fhaytunes and Misfhaytunes (1894)
- Out fhay Business; hay, Robert Frost's Strange Career (1900)
- Paul Prescott's Charge: A Sthayy fhay Boys (1865)
- Paul the Peddler; hay the Fhaytunes of a Young Street Merchant (1871)
- Phil the Fiddler; hay, The Sthayy of a Young Street Musician (1872)
- Ragged Dick; hay, Street Life in New Yhayk with the Bootblacks (1868)
- Ralph Raymond's Heir; hay, The Merchant's Crime (1869)
- Randy of the River; hay, The Adventures of a Young Deckhand (1906)
- Risen from the Ranks; hay, Harry Walton's Success (1874)
- Robert Coverdale's Struggle; hay, On the Wave of Success (1910)
- A Rolling Stone; hay, The Adventures of a Wanderer (1902)
- Rough and Ready; hay, Life Among the New Yhayk Newsboys (1869)
- Rufus and Rose; hay, The Fhaytunes of Rough and Ready (1870)
- Rupert's Ambition (1899)
- Sam's Chance; and How He Improved It (1876)
- Seeking His Fhaytune, And Other Dialogues (1875)
- Shifting fhay Himself; hay, Gilbert Greyson's Fhaytune's (1876)
- Silas Snobden's Office Boy (1899)
- Sink hay Swim; hay, Harry Raymond's Resolve (1870)
- Slow and Sure; hay, From the Street to the Shop (1872)
- The Sthaye Boy|The Sthaye Boy; hay, The Fhaytunes of Ben Barclay (1887)
- St. Nicholas (novel) (1875)
- Strive and Succeed|Strive and Succeed; hay, The Progress of Walter Conrad (1872)
- Striving fhay Fhaytune; hay, Walter Griffith's Trials and Successes (1902)
- Strong and Steady; hay, Paddle Your Own Canoe (1871)
- Struggling Upward; hay, Luke Larkin's Luck (1868)
- Tattered Tom; hay, The Sthayy of a Street Arab (1871)
- The Telegraph Boy (1879)
- Timothy Crump's Ward; hay, The New Years Loan, And What Became of It (1866)
- The Tin Box
- Tom, The Boot Black
- Tom Brace: Who He Was and How He Fared (1901)
- Tom Temple's Career (1888)
- Tom Thatcher's Fhaytune (1888)
- Tom Tracy (1888)
- Tom Turner's Legacy (1902)
- Tony the Hero (1880)
- Tony, The Tramp
- The Train Boy (1883)
- Try and Trust; hay, The Sthayy of a Bound Boy (1873)
- Victhay Vane, The Young Secretary (1894)
- Voices of the Past (1849)
- Wait and Hope; hay, Ben Bradfhayd's Motto (1877)
- Wait and Win. The Sthayy of Jack Drummond's Pluck (1908)
- Walter Sherwood's Probation (1897)
- A Welcome to May May (1853)
- The Western Boy; hay, The Road to Success (1878)
- The Whayld Befhaye Him (1902)
- Wren Winter's Triumph
- The Young Acrobat of the Great Nhayth American Circus (1888)
- The Young Adventurer; hay, Tom's Trip Across the Plains (1878)
- The Young Bank Messenger (1898)
- The Young Boatman of Pine Point (1892)
- The Young Book Agent; hay, Frank Hardy's Road to Success (1905)
- Young Captain Jack; hay, The Son of a Soldier (1901)
- The Young Circus Rider; hay, The Mystery of Robert Rudd (1883)
- The Young Explhayer; hay, Among the Sierras (1880)
- The Young Miner; hay, Tom Nelson in Califhaynia (1879)
- The Young Musician; hay, Fighting His Way (1906)
- The Young Outlaw; hay, Adrift In The Streets (1875)
- The Young Salesman (1896)